# Elma Postma
Elma Postma es una actriz sudafricana. Es conocida por sus papeles en las populares series Isidingo, Boer Soek 'n Vrou y 7de Laan.

## Biografía
Postma nació el 6 de septiembre de 1978 en Sudáfrica. Está casada con Paul Potgieter.

## Carrera
En 1998, debutó en la popular telenovela Isidingo. Aparte de la televisión, apareció en varias películas populares como The Mating Game en 2010, Wonderlus en 2017 y ' n Man Soos My Pa en 2015. También participó en la popular serie de televisión 7de Laan desde 2001. Finalmente dejó el programa en junio de 2007. En 2011, se unió al elenco de la telenovela de kykNET Binneland. En la serie, interpretó el papel principal de 'Bea'.
También ha sido parte de las portadas de varias revistas sudafricanas como TimeOut, TV Plus, Tydskrif, Rooi Rose, Vrouekeur, Huis Genoot, Sarie, Insig y Leef.
Debutó en cine en 2011 como Sister Suzaan en la película Superheroes. También fue la presentadora de la serie 'Ontbytsake en die Boer soek een vrou' en KykNET durante las primeras tres temporadas y protagonizó varias producciones teatrales en festivales de arte, incluyendo Heart Sins en 2004 dirigida por Henry Mylne, Haaks en 2005, Monsters en 2006 dirigida por Pierre van Pletzen y Hell on Heaven and Earth dirigida por Vicky Davis. En 2014, se unió a la transmisión de radio de Die Nag van Legio.

## Filmografía
| Año  | Título             | Personaje                       | Género              |
| ---- | ------------------ | ------------------------------- | ------------------- |
| 1998 | Isidingo           | Lalage                          | Serie de televisión |
| 2000 | 7de Laan           | Dezi van Jaarsveld Terreblanche | Serie de televisión |
| 2010 | The Matting Game   | Dra. Sara van Graan             | Serie de televisión |
| 2011 | Superhelde         | Suster Suzaan                   | Película            |
| 2013 | Binnelanders       | Bea Basson                      | Serie de televisión |
| 2015 | ' n Man Soos My Pa | Ellie                           | Película            |
| 2017 | Isidingo: The Need |                                 | Serie de televisión |
| 2017 | Wonderlus          | Santie                          | Película            |